# Magnuskatedralen
Magnuskatedralen (færøsk: Magnus-katedralurin, men omtales på færøsk som Múrurin, Muren) var en katedral, som blev bygget på initiativ af biskop Erlendur af Færøerne omkring år 1300 i Kirkjubøur på Færøerne. I dag er der bare en ruin med ydervæggene tilbage af katedralen. Det er usikkert, om katedralen blev færdigbygget eller ej.
Den højgotiske domkirkeruin har hverken tag eller vinduer fra den oprindelige konstruktion, men bliver i dag midlertidig beskyttet af et fast dække mod regn og vejr. Kirkeruinerne står på ventelisten for UNESCOs Verdensarvsliste og er den største middelalderbygning på Færøerne.
Katedralen er 25,5 meter lang, 10,8 meter bred og 9 meter høj. Der findes i dag ikke noget spir, men det forekommer at have været en del af de oprindelige planer. De 1,5 meter tykke vægge er rejst af lokal basalt, en bjergart af vulkansk oprindelse.
Bygningen af katedralen begyndte omkring år 1300 under biskop Erlendur. Rejsningen af katedralen var en stor opgave for det færøske samfund, måske endda for stor, da biskoppen muligvis på et tidspunkt blev nødt til at forlade øerne på grund af et oprør mod skatteudskrivning og tvangsarbejde. Dette kan være grunden til at kirken ikke blev færdigbygget. En anden forklaring kan være den sorte død, som i 1349–1350 ramte Færøerne og reducerede befolkningen til en tredjedel.

## Eksterne links
61°57′07″N 6°47′31″V / 61.95184°N 6.79207°V